# Freisa d'Asti superiore
Il Freisa d'Asti superiore est un vin rouge italien de la région Piémont doté d'une appellation DOC depuis le 1er septembre 1972. Seuls ont droit à la DOC les vins rouges récoltés à l'intérieur de l'aire de production définie par le décret. 

## Aire de production
Les vignobles autorisés se situent en province d'Asti dans les 118 communes Agliano Terme, Albugnano, Antignano, Aramengo, Asti, Azzano d'Asti, Baldichieri d'Asti, Belveglio, Berzano di San Pietro, Bruno, Bubbio, Buttigliera d'Asti, Calamandrana, Calliano, Calosso, Camerano Casasco, Canelli, Cantarana, Capriglio, Casorzo, Cassinasco, Castagnole Monferrato, Castagnole delle Lanze, Castel Boglione, Castel Rocchero, Castell'Alfero, Castellero, Castelletto Molina, Castello di Annone, Castelnuovo Belbo, Castelnuovo Calcea, Castelnuovo Don Bosco, Cellarengo, Celle Enomondo, Cerreto d'Asti, Cerro Tanaro, Cessole, Chiusano d'Asti, Cinaglio, Cisterna d'Asti, Coazzolo, Cocconato, Corsione, Cortandone, Cortanze, Cortazzone, Cortiglione, Cossombrato, Costigliole d'Asti, Cunico, Dusino San Michele, Ferrere, Fontanile, Frinco, Grana, Grazzano Badoglio, Incisa Scapaccino, Isola d'Asti, Loazzolo, Maranzana, Maretto, Moasca, Mombaldone, Mombaruzzo, Mombercelli, Monale, Monastero Bormida, Moncalvo, Moncucco Torinese, Mongardino, Montabone, Montafia, Montaldo Scarampi, Montechiaro d'Asti, Montegrosso d'Asti, Montemagno, Montiglio Monferrato, Moransengo, Nizza Monferrato, Olmo Gentile, Passerano Marmorito, Penango, Piea, Pino d'Asti, Piovà Massaia, Portacomaro, Quaranti, Refrancore, Revigliasco d'Asti, Roatto, Robella, Rocca d'Arazzo, Roccaverano, Rocchetta Palafea, Rocchetta Tanaro, San Damiano d'Asti, San Giorgio Scarampi, San Martino Alfieri, San Marzano Oliveto, San Paolo Solbrito, Scurzolengo, Serole, Sessame, Settime, Soglio, Tigliole, Tonco, Tonengo, Vaglio Serra, Valfenera, Vesime, Viale, Viarigi, Vigliano d'Asti, Villa San Secondo, Villafranca d'Asti, Villanova d'Asti et Vinchio. La superficie plantée en vignes est de 365,75 hectares.
Le vin rouge du Freisa d'Asti superiore répond à un cahier des charges plus exigeant que le Freisa d'Asti, essentiellement en relation avec le titre alcoolique et le vieillissement. Le vieillissement minimum légal pour un vin du type superiore est de 10 mois.

## Caractéristiques organoleptiques
- couleur : rouge grenat ou cerise plutôt clair, avec légère tendance à l’orange après vieillissement.
- odeur : caractéristique délicat, arômes de framboise et de rose.
- saveur : aimable, frais avec un fond assez agréable de framboise. Dans le type sec et, avec un bref vieillissement, délicatement souple.

Le Freisa d'Asti superiore  se déguste à une température de 15 – 17 °C et il se gardera 2 – 4 ans.

## Production
Province, saison, volume en hectolitres :
- pas de données disponible